# أخطبوط ذو العباءة
الأخطبوط ذو العباءة أو الأخطبوط ذو البطانية (الاسم العلمي: Tremoctopus)، هي فصيلة من الرخويات تتبع رتبة الأخطبوطيات. تملك جنساً واحداً فقط وأربعة أنواع. تتواجد أنواع هذه الفصيلة في المياه الاستوائية والشبه استوائية في المحيطات على عمق 200-340 متر، لديه آليته الخاصة في الدفاع عن نفسه. هذا النوع من الإخطبوطات لا يستخدم الحبر لإخافة المخلوقات المفترسة المحتملة كما يفعل غيره من الأنواع الأخرى ولكن بدلاً من ذلك يقوم بفرد غشاء كبير يرفرف في عباب الماء كالعباءة، وهذا ما يجعل حجمه كبير جداً. تنمو الإناث بشكل أكبر من الذكور لأكثر من 2 متر إضافيين. كما يعد الذراع الأيمن للإخطبوط هو الأمل الوحيد لبقاء جنسه ونسله في أعماق البحار، نظراً لأنه يتزاوج من خلاله.

## الأنواع
- أخطبوط ذو العباءة الشائع (الاسم العلمي: Tremoctopus violaceus)
- أخطبوط كفي الشكل (الاسم العلمي: Tremoctopus gracilis)
- أخطبوط ذو العباءة الهلامي (الاسم العلمي: Tremoctopus gelatus)
- (الاسم العلمي: Tremoctopus robsoni)